# Autovia Costa de la Luz
L'autovia Costa de la Luz o A-48 és una autovia que discorre al costat de l'antiga N-340 (Cadis – Barcelona) al seu pas per la província de Cadis, fins a arribar a Algesires, on conclou i comença l'itinerari de l'A-7 fins a Barcelona.

## Estat
Actualment, solament el primer tram està en servei (des del polígon Tres Caminos a Chiclana de la Frontera) construït sobre l'antiga N-340 i recentment ampliat a tres carrils per sentit, i el segon (Chiclana de la Frontera fins a l'encreuament de Caños de Meca a Vejer de la Frontera).
Amb 10 anys de retard es van inaugurar els 20 quilòmetres entre Chiclana i Conil, el dia 27 de juny de 2006, amb una inversió de 66 milions d'euros.
El tram de Conil a Vejer es va inaugurar el 29 de gener de 2007, té 10 quilòmetres i va tenir un cost de 32,6 milions d'euros.

## Futur
Fins fa poc, la N-340 havia estat la carretera més utilitzada per als viatges a Cadis des del litoral andalús mediterrani i des de la Badia d'Algesires, fins que es va concloure l'A-381 (Autovia Jerez-Los Barrios).
Des de llavors, és habitual que els automobilistes que es dirigeixin a Cadis usin l'A-381 (popularment coneguda com la Ruta del Toro) fins a Jerez de la Frontera per enllaçar amb l'A-390 o l'A-408 i realitzar tot el recorregut.
El Ministeri de Foment va estimar la finalització dels 75 quilòmetres d'autovia per a l'any 2016, la qual cosa no ha complert.